# John S. Paraskevopoulos
John Stefanos Paraskevopoulos (20 de junio de 1889 - 15 de marzo de 1951), también conocido como John Paras, fue un astrónomo griego/sudafricano.

## Semblanza
Paraskevopoulos nació en 1889 en El Pireo, Grecia. Se graduó en la Universidad de Atenas, donde obtuvo su doctorado en Física en 1910, bajo la supervisión de Timoleon A. Argyropoulos. Sirvió en el ejército griego durante las Guerras de los Balcanes y en la Primera Guerra Mundial.
Trabajó como asistente del Profesor Demetrios Eginitis en el Observatorio Nacional de Atenas, y en 1919 se fue a los Estados Unidos con una beca de dos años, pasando parte de ese tiempo trabajando en el Observatorio Yerkes. Allí conoció y se casó con Dorothy W. Block. En 1921, regresó a Atenas donde se convirtió en jefe del departamento de astronomía del Observatorio Nacional de Atenas, con el objetivo de construir un gran telescopio en Grecia. Sin embargo, debido a la guerra entre Grecia y Turquía durante ese período y la inestabilidad política que siguió, pronto se hizo evidente que el gran telescopio para el observatorio no se materializaría.
Así, en septiembre de 1923 el Doctor Paras aceptó una oferta de Harlow Shapley, para convertirse en el Superintendente de la Estación Sur del Observatorio de Harvard. Debió dejar este puesto debido a la falta de financiación y se dirigió a Arequipa, Perú, para trabajar en Boyden Station, una sucursal del Observatorio del Harvard College, con miras a encontrar un mejor emplazamiento para el telescopio. La decisión tomada finalmente fue trasladar la estación de Boyden a Sudáfrica debido a mejores condiciones climáticas. Paraskevopoulos sirvió allí como director del Observatorio Boyden en Sudáfrica de 1927 a 1951. Fue el codescubridor de dos cometas.

## Eponimia
- El cráter lunar Paraskevopoulos lleva este nombre en su memoria.[1]
- El asteroide (5298) Paraskevopoulos también conmemora su nombre.[2]

### Obituarios
- JRASC 45 (1951) 126 (un párrafo)
- MNRAS 112 (1952) 277
- Nature 167 (1951) 753
- Obs 71 (1951) 88 (una línea)
- PASP 63 (1951) 212 (un párrafo)
- Cielo y Telescopio 10 '(1951) 169

- Datos: Q1384364
- Multimedia: John Stefanos Paraskevopoulos (astronomer) / Q1384364